# Dwerggriend
De dwerggriend (Feresa attenuata) is een walvis uit de familie der dolfijnen (Delphinidae). Hij komt wereldwijd voor in alle tropische en subtropische wateren. De dwerggriend is de enige soort uit het geslacht Feresa en de kleinste soort uit de onderfamilie der zwartvissen (Globicephalinae), waar onder andere ook de griend, de orka en de witlipdolfijn toe behoren. De dwerggriend wordt zelden waargenomen en er is weinig over hem bekend.

## Kenmerken
De dwerggriend is een slanke dolfijn met een ronde kop zonder duidelijke meloen of snavel. Hij heeft acht tot elf paar tanden in de bovenkaak en elf tot dertien tanden in de onderkaak. De voorzijde is breder dan de achterzijde. Hij is donkergrijs op de rug met een blauwig grijze tot zwarte zweem. Over de rug, van de kop tot de rugvin, loopt een brede, donkere streep die vanaf de rugvin richting de flanken loopt en daar ophoudt. Een wit vlak loopt van de keel tot de anus en ook de lippen zijn wit. De flippers zijn lang, gebogen en lichtelijk afgerond aan de punten. De rugvin is hoog, sikkelvormig, aan de top afgerond en in het midden van de rug geplaatst. De staart is breed en driehoekig. Vrouwtjes zijn iets kleiner dan mannetjes: vrouwtjes zijn 210 tot 270 cm lang, mannetjes 200 tot 290 cm. Het lichaamsgewicht is voor beide geslachten tussen de 150 en 170 kg. 
De soort lijkt veel op de witlipdolfijn (Peponocephala electra). Het verspreidingsgebied van deze twee soorten overlapt grotendeels. Het grootste verschil is de vorm van de kop: de dwerggriend heeft een ronde kop, de witlipdolfijn een slanke, puntige. Ook heeft de dwerggriend afgeronde flippers, terwijl die van de witlipdolfijn puntig zijn, en is de holte achter de rugvin bij de dwerggriend donkerder.

## Gedrag
De dwerggriend leeft in groepen van gemiddeld vijfentwintig, maximaal vijftig dieren. Hij maakt klikkende en fluitende geluiden. Ook is een brullend geluid bekend, dat waarschijnlijk met het spuitgat wordt gemaakt. Boten worden over het algemeen vermeden, maar surfen op de boeggolven is waargenomen. De soort geldt als een zeer agressieve walvisachtige, die in gevangenschap verzorgers aanvalt en in het wild moeilijk benaderbaar is. Andere dolfijnensoorten vormen een mogelijke prooi en maken schrikreacties bij het zien van een dwerggriend. Het is in de Zuidelijke Atlantische Oceaan en in de Stille Oceaan waargenomen dat een groep dwerggrienden andere, kleinere dolfijnen aanviel en opat. Volgens onderzoeken aan gestrande dieren vormen inktvissen en kleine visjes echter de belangrijkste prooidieren. Er is weinig over de voortplanting bekend. Jongen zijn bij de geboorte zo'n vijftig cm lang.

## Verspreiding
De dwerggriend leeft op open zee in alle tropische en subtropische zeeën en oceanen. Hij is zeldzamer in gematigd warme wateren. De soort wordt het vaakst waargenomen voor de kust van Zuid-Japan, Hawaï, Dominica, Saint Vincent en Zuid-Afrika. Over de aantallen dwerggrienden is weinig bekend, maar men gaat ervan uit dat de soort van nature niet algemeen is. Het aantal in de Oostelijke Stille Oceaan werd in 1993 geschat op minder dan veertigduizend dieren. 
Een relatief groot aantal dwerggrienden is verdronken door verstrikking in drijfnetten. Ook wordt de soort bejaagd voor de kust van Japan. Vooralsnog lijkt de soort veilig.